# Hugo Dahmer
Pour les articles homonymes, voir Dahmer.
Hugo Dahmer, né le 7 mai 1918 à Coblence et mort le 1er août 2006, est un pilote de chasse allemand qui officia pendant la Seconde Guerre mondiale.

## Biographie
Hugo Dahmer fit ses premières armes en tant que sous-officiers lors des campagnes de France et d'Angleterre, engendrant ses 9 premières victoires et deux non-confirmées avec le II./JG 26, futur « Abbeville boys ». Transféré en Norvège en février 1941 au sein de la 1./JG 77 ,, l'Oberfeldwebel Dahmer forma avec son leader, l'Oberleutnant Horst Carganico, un duo redoutable et quadrupla son score en cinq mois sur les appareils soviétiques, faisant de lui le premier grand as du front nord Arctique, et gagnant dans l'intervalle la Croix de chevalier,. Il quittera son unité - rebaptisée entre temps 1./JG 5 - au début de l'année 1942 pour passer à l'écolage.
En 1943, il réintègre la JG 26 et le front Ouest pour quelques jours seulement, bifurquant très vite sur la JG 2. Promu Staffelkapitän, il portera son palmarès à 45 victoires (dont quatre quadrimoteurs) avant d'être gravement blessé le 11 septembre 1943 dans un combat contre un Spitfire près de Rouen. Il passera alors le reste du conflit dans différentes unités d'instruction, notamment comme spécialiste des fusées air-air R4M.
Après la guerre, Hugo Dahmer rejoindra la nouvelle Luftwaffe de la Bundeswehr et atteindra le grade d'Oberstleutnant.